# Strumigenys adrasora
Strumigenys adrasora är en myrart som beskrevs av Bolton 1983. Strumigenys adrasora ingår i släktet Strumigenys och familjen myror. Inga underarter finns listade i Catalogue of Life.

## Bildgalleri

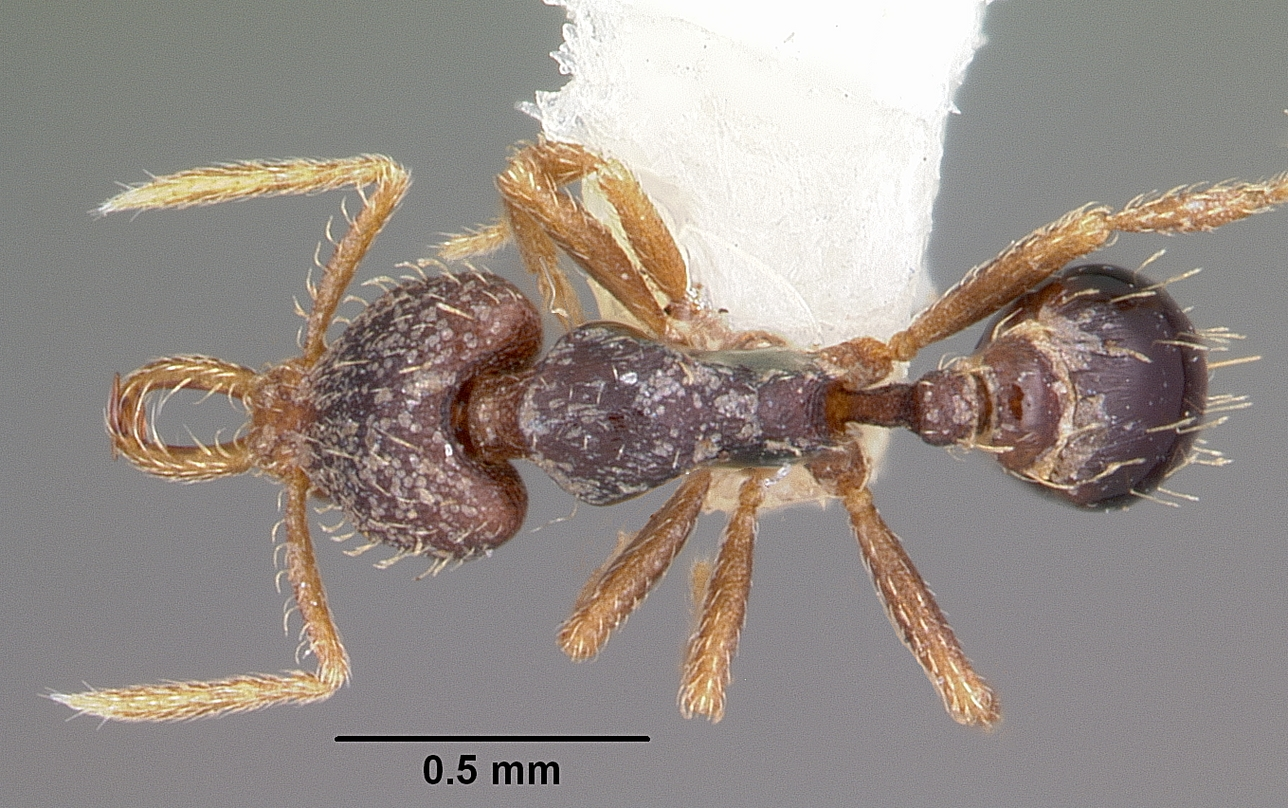
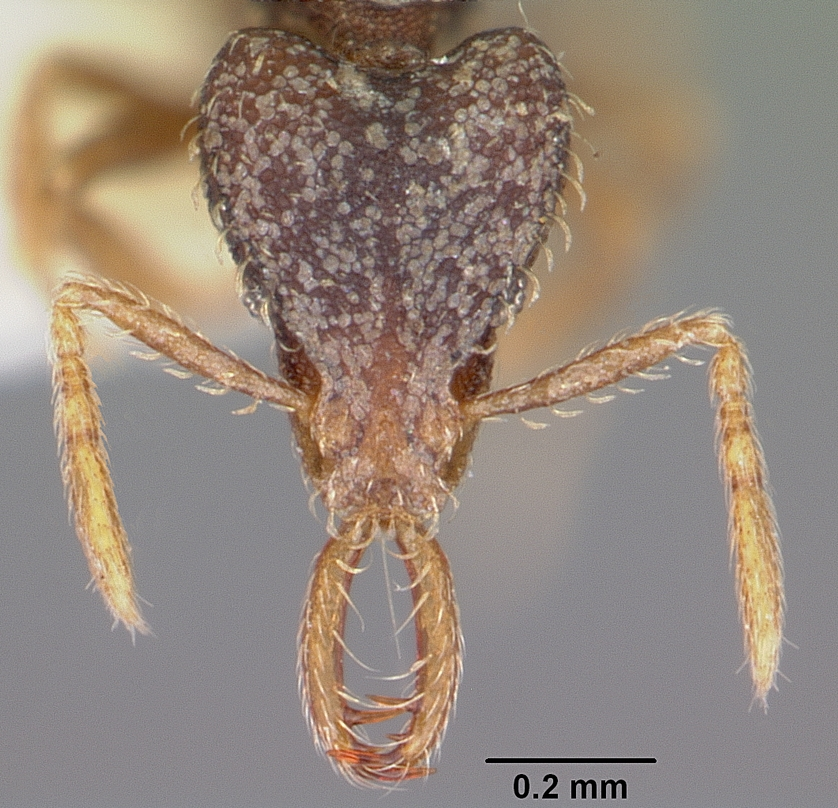
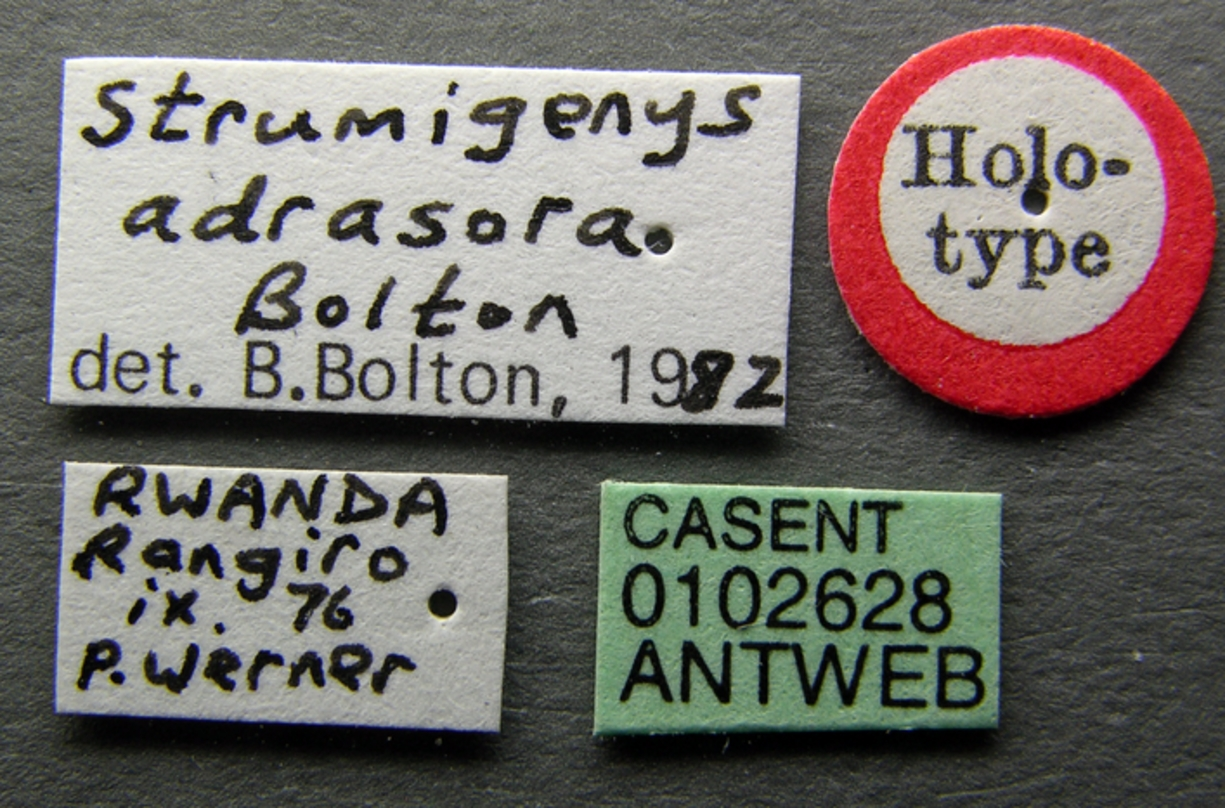
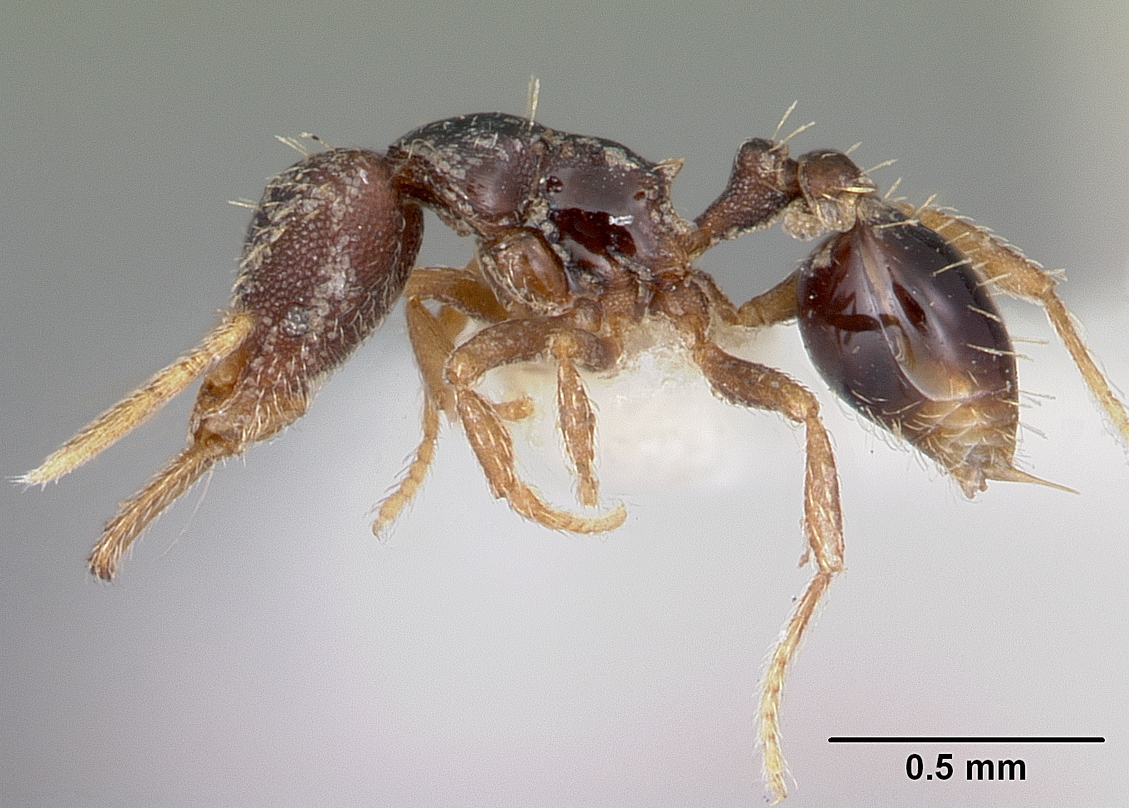